# Lewarde
Lewarde è un comune francese di 2 808 abitanti situato nel dipartimento del Nord, nella regione dell'Alta Francia, famoso per le sue miniere di carbone, ormai dismesse e trasformate in museo.

## Società

### Evoluzione demografica
Abitanti censiti